# Lapiro de Mbanga
Lapiro de Mbanga (né Lambo Pierre Roger à Mbanga le 7 avril 1957 et mort le 16 mars 2014 à New York)  est un chanteur camerounais.

## Biographie

### Enfance, formations et débuts
Lapiro de Mbanga est né le 7 avril 1957 à Mbanga, dans le Moungo au Cameroun. Il commence sa carrière au Nigéria sous le nom de Pastor Sanjo Lapiro. De retour au Cameroun, il prend le nom de scène « Lapiro de Mbanga » : Lapiro est un acronyme de son nom (LAmbo PIerre ROger) et Mbanga est le nom de son village de naissance.
Populaire dans son pays, notamment depuis la sortie de son disque Pas argent no love en 1985, il a aussi effectué des tournées en Europe.

### Carrière
Artiste engagé et critique du régime de Paul Biya, il devient « le porte-parole de la jeunesse de son pays, en particulier des ndos, ces personnes désœuvrées qui jonchent les stations de trains et de bus des métropoles camerounaises. ». Il chante dans un pidjin local, mélangeant Français, Anglais et Douala truffé de mots d'argot auquel on donnera le nom de « Mboko talk ».
Fin 2007, Paul Biya propose d’amender la Constitution du Cameroun, qui limitait la Présidence de la République à deux termes de sept ans. En réponse, Lapiro de Mbanga compose la chanson Constitution constipée qui, interdite d’antenne, fut reprise lors des manifestations de février 2008 contre cet amendement ; ce dernier, adopté, permit à Paul Biya d’être réélu le 21 octobre 2011. Lapiro de Mbanga est arrêté le 9 avril 2008 et condamné à trois ans de prison par le Tribunal de Grande Instance. Incarcéré à la prison de New Bell, à Douala, il contracte la fièvre typhoïde en décembre 2009. Sa chanson Constitution constipée est incluse dans l'album Listen to the Banned sorti en 2010 et qui met à l'honneur des artistes censurés. En prison, il rédige un ouvrage « Cabale politico judiciaire ou la mort programmée d’un combattant de la liberté » qui ne trouvera pas d'éditeur avant son décès. Il est libéré le 8 avril 2011.
Pendant l’été 2011, il se produit en Europe (Belgique, Espagne, France, Grande-Bretagne, Suisse), aux États-Unis et au Canada. Le 2 septembre 2012, il quitte le Cameroun avec son épouse et cinq de ses six enfants pour les États-Unis où il obtient le droit d’asile.
Lapiro de Mbanga meurt le 16 mars 2014 à New York. Il laisse  Louisette Noukeu veuve avec qui il a vécu une dizaine d'années,.